# BRAC Onnesha
BRAC Onnesha, conosciuto anche come Bird B, è stato il primo satellite del Bangladesh. 
Il satellite, del tipo CubeSat, è stato progettato e realizzato da tre studenti bengalesi della BRAC University in collaborazione con il Kyushu Institute of Technology nell'ambito del progetto Birds-1. Il lancio è stato effettuato il 3 giugno 2017 dal John F. Kennedy Space Center con un razzo vettore Falcon 9, che con una navicella Dragon 1 lo ha trasportato sulla Stazione Spaziale Internazionale, da cui è stato collocato in orbita il 7 luglio 2017.
Il satellite aveva il compito di effettuare riprese del territorio nazionale per monitorare le risorse naturali (vegetazione e risorse idriche), effettuare misurazioni della densità dell'aria e studiare le radiazioni cosmiche. BRAC Onnesha aveva a bordo due telecamere per l'osservazione terrestre e sensori per la misurazione della densità dell'aria e per la rilevazione delle radiazioni cosmiche. Il satellite inoltre aveva un sistema di comunicazione e trasmetteva dallo spazio l'inno nazionale bengalese, che poteva essere captato dai radioamatori.
Il satellite è rientrato nell’atmosfera il 6 maggio 2019.